# Jacob Keohane
Jacob Keohane est un acteur américain.

## Filmographie
Sauf indication contraire, les informations mentionnées dans cette section peuvent être confirmées par la base de données cinématographiques IMDb,  présente dans la section « Liens externes ».

### Cinéma
- 2012 : The Screw de PJ Barnes, Charles Johnston et Ashley Murray : Luke
- 2013 : Drag Him Out! de Chase Kliber : le parvenu
- 2014 : Bloodhounds de Alan Scott Neal : Boone
- 2014 : Children of Salt de Caleb Ward : lui
- 2014 : In Daylight, court-métrage de Christopher McKee : Arthur
- 2015 : Gallery de Justin Bullock : Harvey
- 2016 : Sideshow, court-métrage de Justin Bullock : Lazarus, le Commadore
- 2017 : All the Creatures Were Stirring, court-métrage de Braeden Orr : Garrett
- 2018 : Point Man de Phil Blattenberger :   Silas Meeks
- 2018 : Ghost in the Family de William David Glenn IV : Tom
- 2021 : Halloween Kills de David Gordon Green : agent Tobias
- 2023 : Condor's Nest de Phil Blattenberger : Will Spalding

### Télévision
- 2016 : Turn : Washington's Spies, série télévisée : deux épisodes, 3.7 Judgement et 3.8 Mended : Ranger Odell
- 2019 : Morty, série télévisée : épisode 1.2 : I See Dead People : Chad
- 2020 : Le Gâteau du bonheur (Icing on the Cake), téléfilm de Ferguson Sauvé-Rogan : Brandon